# Christophe Gleizes
Pour les articles homonymes, voir Gleizes.
Christophe Gleizes est un journaliste sportif français indépendant, né le 2 février 1989 à Agen. Il est spécialisé dans le football africain et collabore en particulier avec So Foot et Society.
En juin 2025, après 13 mois de contrôle judiciaire, il est condamné à sept ans d'emprisonnement par le tribunal de Tizi Ouzou en Algérie.

## Biographie
Christophe Gleizes, né le 2 février 1989 à Agen, est le fils d’un haut fonctionnaire. Il réside une partie de son enfance au Zimbabwe. À l'âge de 14 ans, son beau-père, sociologue, lui offre une collection de plusieurs éditions du magazine So Foot ce qui l'incite à devenir journaliste sportif : « Il a compris que le football peut dire beaucoup sur la société » ». Il suit une formation au sein de l’Institut d'études politiques de Lille puis de l'École des hautes études en sciences de l'information et de la communication - Celsa à Paris. Il devient donc journaliste indépendant et travaille notamment en lien avec les sites So Foot et Society,. Il est considéré comme un spécialiste du football africain.
Plusieurs de ses articles marquent So Foot : en 2015, son enquête sur le trafic d’âge des sportifs africains rêvant de football en Europe ; en 2018, son reportage sur la campagne politique du  footballeur ivoirien Bonaventure Kalou dans son village ; ses reportages sur les Coupes d'Afrique des nations de football ; ou encore en 2022, la quasi-totalité du numéro « 100% Samuel Eto'o », réalisé au Cameroun. Christophe Gleizes indique : « Si je dois quelque chose à So Press, c’est de m’avoir permis de voyager en Afrique des dizaines et des dizaines de fois. Et ça, j’en garde des souvenirs vraiment émus ».
En janvier 2018, le livre Magique système : l'esclavage moderne des footballeurs africains coécrit par Christophe Gleizes et Barthélémy Gaillard est publié par les éditions Marabout. C'est une enquête sur le marchandage des joueurs africains qui a été menée dans six pays d'Afrique de l'Ouest (Sénégal, Gambie, Mali, Côte d’Ivoire, Ghana et Togo) durant 9 mois. Ils critiquent de ce qu'ils considèrent être un trafic d'êtres humains chez ces joueurs subissant l'influence de la compétition européenne perçue comme plus attractive,,.
Au printemps 2024, Christophe Gleizes part faire un reportage en Algérie. Il est arrêté à Tizi Ouzou en mai 2024 puis placé sous contrôle judiciaire. Un an plus tard, un tribunal le condamne à 7 ans d'emprisonnement. Il fait appel.

### Condamnation en Algérie
En 2024, Christophe Gleizes part en Algérie pour enquêter sur le club de football Jeunesse sportive de Kabylie de Tizi Ouzou et sur le footballeur camerounais Albert Ebossé Bodjongo, décédé à Tizi Ouzou. Il veut également s'entretenir avec l’entraîneur du Mouloudia Club d’Alger, Patrice Beaumelle, et réaliser un portrait de l’international algérien Salah Djebaïli,,. Il n'a qu'un visa touristique.
Le 28 mai 2024, il est arrêté à Tizi Ouzou puis placé sous contrôle judiciaire avec une interdiction de quitter le pays. Il lui est reproché d'avoir échangé plusieurs années plus tôt, en 2015 et 2017, avec le responsable du club Jeunesse sportive de Kabylie, par ailleurs un des responsables du Mouvement pour l'autodétermination de la Kabylie, organisation classée comme terroriste par les autorités algériennes en 2021. Cet interlocuteur serait Ferhat Mehenni,,.
Dans un contexte de grande tension diplomatique entre la France et l'Algérie (affaire Boualem Sansal, par exemple), il est condamné le 29 juin 2025 à sept ans d'emprisonnement par le tribunal de Tizi Ouzou pour le délit d' « apologie du terrorisme » et « possession de publications dans un but de propagande nuisant à l’intérêt national ». Il est placé immédiatement en détention,. Christophe Gleizes fait appel de sa condamnation, et devra être rejugé normalement à l'automne 2025.

#### Réactions

##### Société civile
Sa famille, des clubs de ligue 1 comme l'OGC Nice ou le Paris FC ou encore la Fédération Française de Football (FFF) exigent sa libération. Une pétition est lancée par Reporters sans frontières qui est à l'origine du communiqué de l'arrestation,,. Parmi les signataires, les médias Le Point et Le Monde citent quelques personnalités du monde du sport, des médias et de la culture : Yann Barthès, Bertrand Belin, Benjamin Biolay, François Civil, Vincent Dedienne, Catherine Deneuve, Laurie Delhostal, Samuel Etienne, Jean-Pierre Foucault, Vahid Halilhodzic, Michel Hazanavicius, Nathalie Iannetta, Gilles Lellouche, Nicolas Mathieu, Hervé Mathoux, Mohamed Mbougar Sarr, Médine,Denis Podalydès, Marie Portolano, Raí, Hervé Renard,.

##### Sphère politique
Le ministre français des Affaires étrangères, Jean-Noël Barrot, affirme la volonté de la France à faire libérer le journaliste Christophe Gleizes : « Nous avons été vivement choqués par sa condamnation en première instance à sept ans de prison, une condamnation extrêmement lourde, et nous allons nous mobiliser pour obtenir sa libération ». Le ministre de l'intérieur Bruno Retailleau préconise, pour obtenir la libération de Boualem Sansal et Christophe Gleizes, d'« assumer un rapport de force que le pouvoir algérien a lui-même choisi ». Ainsi, il est favorable à la sortie de l'accord franco-algérien de 1968 sur l'immigration et dans l'immédiat de bloquer la renégociation en cours de l'accord d'association entre l'Algérie et l'Union européenne.
Début juillet 2025, Jean-Luc Mélenchon, figure tutélaire de La France insoumise, demande au président algérien Abdelmadjid Tebboune « d’user de ses pouvoirs constitutionnels » en libérant Boualem Sansal et Christophe Gleizes. En août 2025, Emmanuel Macron, mettant notamment en avant l'incarcération pérenne de Boualem Sansal et de Christophe Gleizes, demande au gouvernement français des mesures de rétorsions plus fortes .

##### Analyses
Franck Annese, patron des magazines So Foot et Society se dit convaincu que la condamnation de Christophe Gleizes est consécutive à la dégradation des relations entre l'Algérie et la France : « Il a interviewé un dirigeant sportif, qui a par ailleurs des intérêts pour l’indépendance de la Kabylie, mais ce n’est pas l’objet du papier ».

## À voir